# Club MTV (Regno Unito e Irlanda)
Club MTV, in precedenza MTV Dance, è stato un canale televisivo a pagamento britannico prodotto da ViacomCBS Networks International.
Il canale era disponibile in diverse piattaforme satellitari e digitali a pagamento, tra cui Regno Unito e Irlanda.

## Storia
MTV Dance inizialmente era il nome di un programma di contenitore video che veniva trasmesso sull'ormai defunto canale di musica MTV Extra. Successivamente diventò un vero e proprio canale sulla piattaforma Sky nel Regno Unito, condividendo inizialmente la programmazione con Nick Jr. ogni sera dalle 19:00 alle 6:00 e trasmettendo 24h dal 13 agosto 2002.
Il 7 marzo 2008 MTV Dance ha incrementato la sua presenza in tutta Europa, nel momento in cui MTV Europe ha rimpiazzato MTV Base.
Dal 10 gennaio 2011 al 1º agosto 2015 è stato disponibile anche in Italia sulla piattaforma Sky al canale 707, prendendo il posto del canale MTV Pulse.
Il 6 marzo 2012 il canale ha iniziato a trasmettere nel formato panoramico 16:9.
Il 24 maggio 2018 MTV Dance cambia nome in Club MTV, per poi chiudere i battenti alle ore 06:00 del 20 luglio 2020.

## Programmazione
- AM Rush
- Big Tunes!
- The Dancefloor Chart
- MTV Club Classix
- MTV Club X
- Weekend Anthems
- The 10 Biggest Tracks Right Now
- Official Dance Chart
- Future Hits

- After Dark
- All Time Anthems
- Dance Classics
- Dance Doubles
- I Got Mashed
- If Your Name's Not Down
- The Interactive Chart
- MTV Dance by Day
- MTV Dance by Night
- S***hot Videos
- Sunset Sessions
- The Comedown
- The Work Out Plan
- Top 10 At 10
- Videography
- Weekender
- Drum 'n' Bass Mondays
- Trance Tuesdays
- Electro Wednesdays
- House Thursdays
- Feelgood Friday
- Oblivion

## Loghi

1º agosto 2005 - 22 luglio 2007
22 luglio 2007 - 1º marzo 2010
1º marzo 2010 - 1º luglio 2011
1º luglio 2011 - 1º ottobre 2013
1º ottobre 2013 - 5 aprile 2017
5 aprile 2017 - 24 maggio 2018
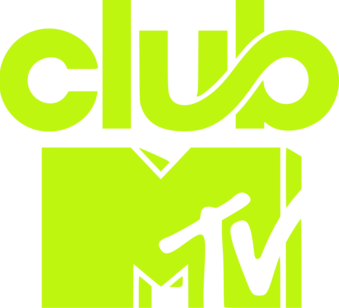
24 maggio 2018 - 20 luglio 2020